# Mount Pocono, Pennsylvania
Mount Pocono là một thị trấn thuộc quận Monroe, tiểu bang Pennsylvania, Hoa Kỳ. Năm 2010, dân số của thị trấn này là 3170 người.